# Samenkäfer
Die Samenkäfer (Bruchinae) sind eine Unterfamilie der Blattkäfer (Chrysomelidae).

## Beschreibung
Die Käfer sind meist sehr klein (unter 5 Millimeter), bräunlich oder grau und gedrungen. Die Flügeldecken bedecken nicht den ganzen Hinterleib und der Kopf ist ein wenig rüsselartig verlängert. 
Die Larven entwickeln sich in den Früchten – genauer: den Samen – von Hülsenfrüchtlern (Leguminosae) (z. B. in Erbsen, Bohnen oder auch Gleditschien). Die Weibchen legen ihre Eier an die reifenden Früchte, die Larve mit ihren kräftigen Mandibeln und Beinen frisst sich durch die Schale und entwickelt sich im Inneren des Samens. Nach der ersten Häutung verändert sie sich komplett; sie hat unter anderem keine Beine mehr. Der fertige Käfer schlüpft dann aus dem reifen Samen. 
Die in Mitteleuropa heimischen Arten können keine reifen, trockenen Samen befallen; dies können nur verschiedene eingeschleppte Arten. Diese können dann zu einem Problem in Vorratsspeichern werden.

## Systematik
Die Samenkäfer wurden ursprünglich als eigenständige Familie (Bruchidae) betrachtet. Inzwischen stellt man sie als Unterfamilie zu den Blattkäfern. Sie sind in Mitteleuropa mit sieben Gattungen und 30 Arten vertreten. In Europa sind bisher 145 Arten bekannt, die in sieben Tribus unterteilt werden.

### Unterfamilie Bruchinae
Tribus Amblycerini:
- Spermophagus
  - Spermophagus sericeus
- Zabrotes

Tribus Bruchini:
- Acanthobruchidius
- Acanthoscelides
  - Speisebohnenkäfer (Acanthoscelides obtectus)
- Bruchidius
  - Ginster-Samenkäfer (Bruchidius villosus)
- Bruchus
  - Bruchus atomarius
  - Bruchus luteicornis
  - Ackerbohnenkäfer (Bruchus rufimanus)
  - Bruchus rufipes
  - Gemeiner Erbsenkäfer (Bruchus pisorum)
- Callosobruchus
  - Callosobruchus analis
  - Callosobruchus chinensis
  - Vierfleckiger Bohnenkäfer (Callosobruchus maculatus)
- Decellebruchus
  - Decellebruchus atrolineatus
- Megabruchidius
  - Megabruchidius dorsalis (Neozoon)
- Mimosestes
- Paleoacanthoscelides
- Pseudopachymerina
- Salviabruchus

Tribus Kytorhinini:
- Kytorhynus

Tribus Megacerini:
- Megacerus

Tribus Pachymerini:
- Caryedon

Tribus Rhaebini:
- Rhaebus